# Charneca do Milharado
Charneca do Milharado é uma aldeia portuguesa da freguesia da Venda do Pinheiro, concelho de Mafra e distrito de Lisboa,[carece de fontes?] tornada célebre por ser o local de nascimento da actriz Beatriz Costa.